# ダニーロ・ラランジェイラ
ダニーロ・ラランジェイラ（Danilo Larangeira、1984年5月10日 - ）は、ブラジル・サンベルナルド・ド・カンポ出身の元サッカー選手。ポジションはDF。
ダニーロ・ラランゲイラとも表記される。

## 経歴
パウリスタFCでキャリアをスタートさせ、2005年に移籍したアトレチコ・パラナエンセでは100試合以上に出場した。
SEパルメイラスに所属していた2011年1月、ブラジルリーグのシーズン終了後にウディネーゼ・カルチョへ移籍することが決定。ウディネーゼには7シーズン在籍しセリエAで244試合に出場した。
2018年8月16日、ボローニャFCへレンタル移籍。
2021年8月31日、1年契約でパルマ・カルチョ1913に加入。

## タイトル
イトゥアーノ
- カンピオナート・ブラジレイロ・セリエC：2003

アトレチコ・パラナエンセ
- カンピオナート・パラナエンセ：2005